# John Moore (évêque d'Ely)
Pour les articles homonymes, voir John Moore et Moore.
John Moore est un prélat et collectionneur anglais né en 1646 et mort le 31 juillet 1714. Il est évêque de Norwich de 1691 à 1707, puis évêque d'Ely de 1707 à sa mort.
Sa vaste collection de livres (plus de 30 000 volumes est rachetée par le roi Georges Ier en 1714 et offerte à la bibliothèque de l'université de Cambridge. Ce fonds, qui comprend des ouvrages tels que le Livre de Deer ou le Treatise of Love (en), y constitue la « bibliothèque royale ».